# Sally Schöne

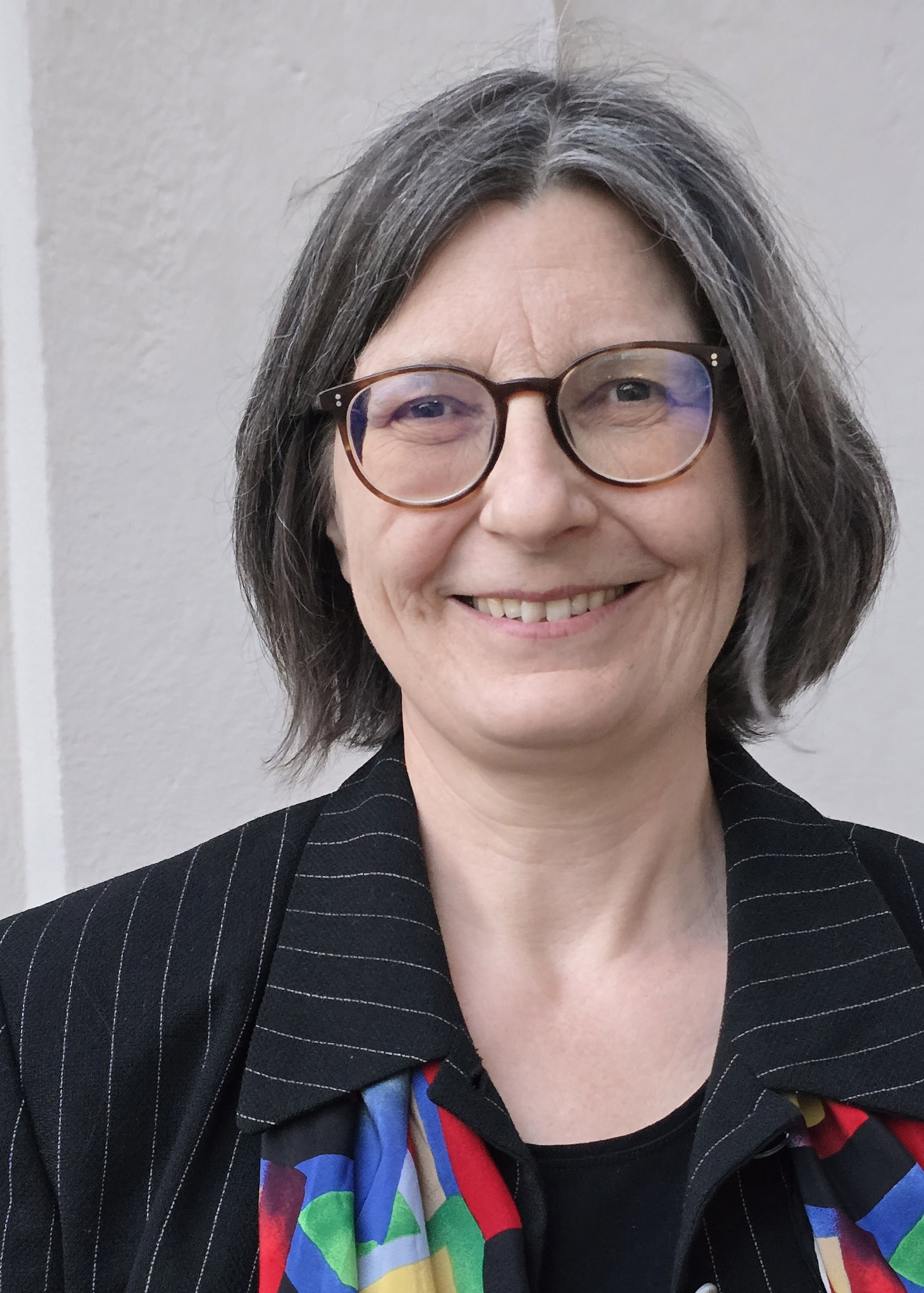
Sally Schöne (2025)

Sally Schöne (geboren 1966) ist eine deutsche Kunsthistorikerin, die an mehreren bedeutenden deutschen Museen tätig war.

## Leben und Leistungen
Sally Schöne begann ihre Museumslaufbahn am Museum für Kunsthandwerk in Leipzig (Grassimuseum). Danach kuratierte sie eine Ausstellung über Jugendstil in Dresden und arbeitete im Kunsthandel. Nach der Wende ging sie 1990 als stellvertretende Leiterin an das Hetjens-Museum nach Düsseldorf. Nach dem Tod von Bernd Hakenjos im Juli 2006 wurde Schöne neue Leiterin des Museums. Zu Ende September 2015 kündigte sie die Stellung und wechselte als Kuratorin an die Abteilung für Angewandte Kunst und Design des Museums August Kestner in Hannover. Dort folgte sie als Kuratorin dem vormaligen Direktor Wolfgang Schepers nach, dessen Direktorenstelle nach einer Umstrukturierung in den städtischen Museen Hannovers jedoch nicht neu besetzt wurde.
Als Museumskuratorin widmet sich Schöne zuvorderst den jeweiligen Museumssammlungen der Häuser, in denen sie arbeitet und gestaltet für diese zudem Sonderausstellungen und die zugehörigen Katalogwerke. Einen Schwerpunkt ihrer Forschung hat sie bei der Angewandten Kunst der zweiten Hälfte des 19. und der ersten Hälfte des 20. Jahrhunderts. Von 2005 bis 2015 war sie Vorstandsmitglied des Internationalen Arbeitskreises Keramikforschung.

## Publikationen (Auswahl)
Monografien

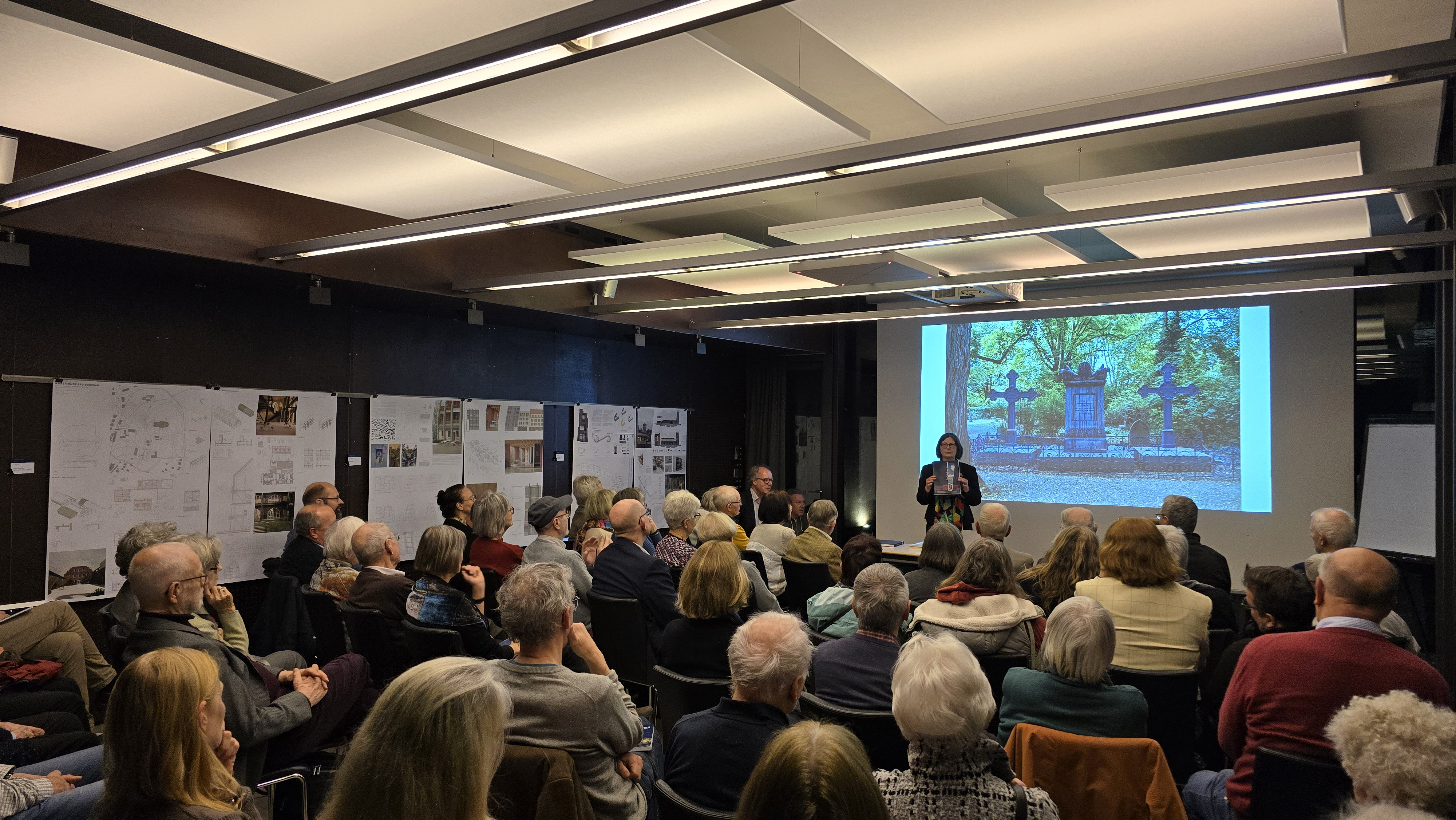
Sally Schöne bei der Vorstellung eines Laves-Architekturführers bei der Architektenkammer Niedersachsen, 2025

- BrennPunkte. Keramische Fachschulen seit 1875, Landshut, Höhr, Bunzlau. Hetjens-Museum, Düsseldorf 2001, ISBN 3-9804529-4-8.
- Zeichensaal, Labor und Werkstatt. Keramische Fachschulen in Deutschland zwischen Kaiserreich und Zweitem Weltkrieg. Stekovics, Halle an der Saale 2004, ISBN 3-89923-068-X.
- mit Hubertus Adam: Ettore Sottsass. Auch der Turm zu Babel war aus gebrannter Erde • And the Tower of Babel was also made of terracotta • E anche la Torre di Babele si é fatta di terracotta- Wienand, Köln 2011, ISBN 978-3-86832-081-7.
- Prunk! Erfindung des Porzellans und Gründung der Manufaktur Meissen. Museum August Kestner, Hannover 2021, ISBN 978-3-924029-68-5.
- Hubertus Adam, Sally Schöne: G.L.F. Laves. Bauten in Hannover und Norddeutschland, 1. Auflage, Hrsg.: Landeshauptstadt Hannover, Der Oberbürgermeister, Museum August Kestner, Petersberg: Michael Imhof Verlag, 2025, ISBN 978-3-7319-1326-9 und ISBN 3-7319-1326-7; Inhaltstext

Herausgeberschaften/Redaktion/Konzeption
- mit Otto Piene: Otto Piene. Verwandlung. Hetjens-Museum, Deutsches Keramikmuseum, Düsseldorf 2007, ISBN
- Keramik aus Leidenschaft. Das Hetjens-Museum in Düsseldorf und seine Sammlungsgeschichte. Reimer, Berlin 2009, ISBN 978-3-496-01416-4.
- mit Barbara Hofmann-Johnson: Gastspiel. Foto- und Videokünstler im Hetjens-Museum. Hetjens-Museum, Düsseldorf 2009, ISBN 978-3-9804529-8-4.
- Reklame Ratgeber. Eine Zusammenstellung von Texten aus Reklamezeitschriften der Jahre 1912 bis 1927. Museen für Kulturgeschichte Hannover, Hannover 2016, ISBN 978-3-924029-57-9.
- mit Hubertus Adam: Ausdruckstanz und Bauhausbühne. Michael Imhof Verlag, Petersberg 2019, ISBN 978-3-7319-0852-4.